# Margarita Muñoz
Margarita María Muñoz Parra (Pitalito, Colombia, 18 de septiembre de 1987) es una actriz colombiana.

## Biografía
Vivió en Pitalito donde estudió su primaria en el Colegio de La Presentación y parte de su bachillerato en el Liceo Andaki. Su sueño de llegar a la televisión colombiana la hizo partir, de 13 años, para la ciudad de Bogotá. Estudió en la escuela de Julio César Luna.
Inició su carrera en la televisión grabando comerciales. Rápidamente ingresó a sus 16 años al elenco de la telenovela El auténtico Rodrigo Leal de Caracol Televisión donde interpretó a Valentina Manzur.
En 2005 su popularidad subió bastante al ingresar al elenco de la exitosa telenovela Los Reyes de RCN Televisión haciendo el papel de Pilar Valenzuela. Ese año fue escogida por primera vez entre los más bellos de la Televisión colombiana por la revista TVyNovelas del grupo editorial Televisa.
En 2007 fue la protagonista del vídeo musical "Sílabas al Viento" segundo sencillo del entonces nuevo disco del cantante y actor colombiano Karoll Márquez.
Su lanzamiento internacional fue en el año 2009 como la villana principal de la telenovela Niños ricos, pobres padres de RTI Televisión para Telemundo haciendo el personaje de Isabella Domínguez.
En 2010 protagoniza en la telenovela Secretos de familia de Caracol Televisión actuando como Victoria “Vicky” Hidalgo San Miguel, en ella compartió créditos con Raquel Ércole y María Cecilia Botero entre otros.
En 2011 fue Antagonista en Los herederos Del Monte, producción de Telemundo como Julieta Millán.
Margarita se trasladó a vivir a México y trabajó en la primera temporada de la exitosa serie de HBO, Sr. Ávila donde interpretó a Maggie. Luego fue escogida para ser una de las protagonistas de la versión mexicana de Gossip Girl, Gossip Girl Acapulco de Warner Bros., El Mall y Televisa donde interpretó a Vanessa García. Su participación en Gossip Girl Acapulco la hizo merecedora del premio Palma de Oro a revelación protagónica internacional otorgado por el Círculo Nacional de Periodistas A.C. en México.
En 2014 fue villana de la telenovela Amor sin reserva de Cadenatres donde hizo papel de Renata y en la que trabajó por primera vez con su esposo Michel Brown quien fue protagonista.
Es la Villana de la super serie de Telemundo Dueños del paraíso personificando a Gina Bianchi. Su rodaje fue en 
Miami, Estados Unidos.
Es la Protagonista de Venganza, adaptación colombiana de la famosa serie estadounidense Revenge, producida por Vista Productions para el Canal RCN.
En 2017 protagonizó la telenovela mexicana Nada personal de TV Azteca en compañía de los actores Valentino Lanús, Matías Novoa y Juan Soler.

## Vida personal
Hija de Miller y Clara, sus hermanos son Juan Camilo y María del Mar. Estudió en la escuela de Victoria Hernández.

## Filmografía

### Televisión
| Año       | Título                               | Personaje                                   |
| --------- | ------------------------------------ | ------------------------------------------- |
| 2003-2004 | El auténtico Rodrigo Leal            | Valentina Manzur                            |
| 2005-2006 | Los Reyes                            | María del Pilar "Pilarica" Valenzuela Godoy |
| 2007      | Pocholo                              | Susana Larrea Pineda                        |
| 2008      | La quiero a morir                    | Andrea Rico                                 |
| 2009-2010 | Niños ricos, pobres padres           | Isabella Domínguez                          |
| 2010      | El cartel                            | María Luisa Higuera                         |
| 2010      | Secretos de familia                  | Victoria Hidalgo San Miguel                 |
| 2011      | Los herederos Del Monte              | Julieta Millán                              |
| 2012      | Sr. Ávila                            | Magdalena "Maggie" Muñoz                    |
| 2013      | Gossip Girl Acapulco                 | Vanessa García                              |
| 2014-2015 | Amor sin reserva                     | Renata Compeán                              |
| 2015      | Dueños del paraíso                   | Gina Bianchi                                |
| 2017      | Venganza                             | Amanda Santana / Emilia Rivera              |
| 2017      | Nada personal                        | Mariana Aragón                              |
| 2018      | La piloto                            | Andrea Pulido                               |
| 2018      | Rubirosa                             | Nina Lobato                                 |
| 2020      | Decisiones: unos ganan, otro pierden | Diana, Ep: el mal menor                     |
| 2022-2023 | Pálpito                              | Valeria Duque                               |
| 2022-2023 | Dejémonos de Vargas                  | Valentina Restrepo                          |
| 2022      | Entre sombras                        | Teniente Magdalena Arbeláez                 |
| 2024      | Marea de pasiones                    | Helena Ugarte                               |
| 2024      | Las Bravas FC                        |                                             |

### Cine
| Año  | Película                   | Personaje   |
| ---- | -------------------------- | ----------- |
| 2017 | Juan Apóstol, el más amado | Esdras      |
| 2018 | Rubirosa                   | Nina Lobato |

## Premios y nominaciones
| Año  | Premio                                                      | Trabajo              | Resultados |
| ---- | ----------------------------------------------------------- | -------------------- | ---------- |
| 2017 | Premio TVyNovelas a Protagonista Favorita de Serie.         | Venganza.            | Nominada   |
| 2015 | Premio Tu Mundo a La Mala Más Buena - Súper Serie.          | Dueños del paraíso   | Nominada   |
| 2015 | Mérito Profesional "Sol de Oro" a Mejor Actriz de Serie.    | Amor sin reserva     | Ganadora   |
| 2014 | Premio Palma de Oro a Revelación Protagónica Internacional. | Gossip Girl Acapulco | Ganadora   |

### Reconocimientos
- En 2015 fue escogida por cadena Telemundo (Página Virtual Oficial) como una de "Las 28 Caras Más Bellas de la Televisión Hispana".
- En Premios TVyNovelas 2014 fue catalogada como la "Mejor Vestida" por medios de comunicación entre ellos La red (mejor programa de entretenimiento de Colombia) y también por revista TVyNovelas (Empresa organizadora de premios). La bella actriz asistió a gala con un elegante traje del diseñador Ángel Yáñez.
- Fue escogida varias veces por la revista TVyNovelas del grupo editorial Televisa como una de las famosas más bellas de televisión colombiana - Años: 2005, 2007, 2008 y 2010.